# CERA (fármaco)
La CERA (siglas en inglés de Continuous erythropoietin receptor activator Activador continuo del receptor de la eritropoyetina) es el término genérico con el que se conocen los fármacos que son ESA (agentes estimuladores de eritropoyesis) de tercera generación. Los efectos de la CERA duran más que las ESAs de generaciones anteriores, y su mecanismo de funcionamiento es también distinto: la CERA estimula el receptor de la eritropoyetina (EPO), aumentando los efectos de la EPO, es decir, estimulando la hematopoyesis.

## Creación y patente

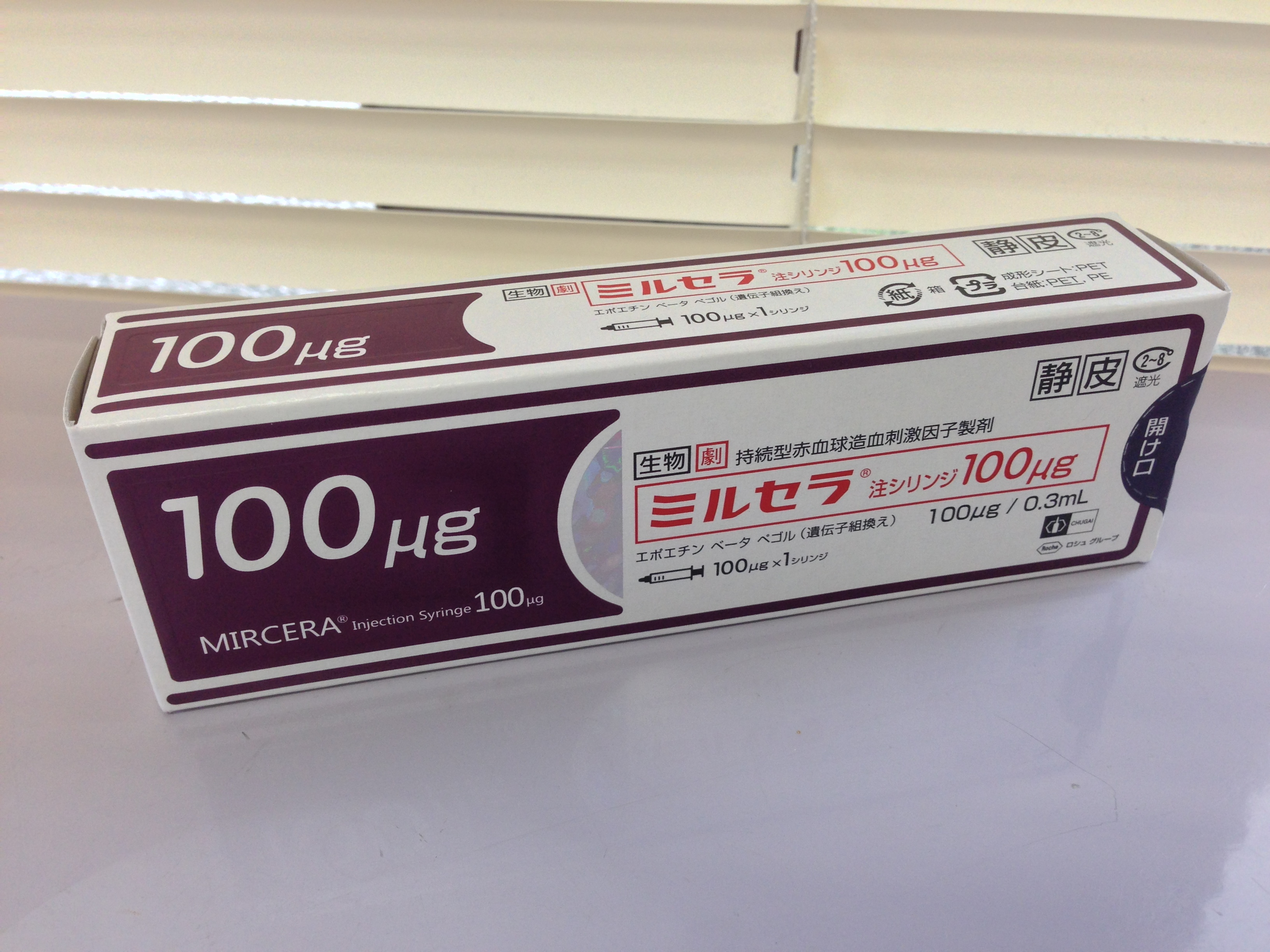
MIRCERA

La CERA fue creada en los laboratorios Roche (Suiza), bajo el nombre comercial Mircera, para ser utilizada como un fármaco en aquellos pacientes con patologías crónicas del riñón (incluyendo quienes usen diálisis). En agosto de 2007 la Comisión Europea dio el visto bueno a su comercialización en la UE, que empezó a principios de 2008. En EE. UU., la FDA aprobó su comercialización en enero de 2008, aunque las disputas legales entre los laboratorios Roche y Amgen -poseedores de varias patentes de ESA de generaciones anteriores, como la Darbepoetina alfa (Aranesp), una recombinación de la EPO- han dificultado su difusión en EE. UU..

## Características
En términos estructurales, la CERA es parecida a otras ESAs anteriores. Sin embargo, la CERA está conectada al PGE (polietilenglicol), siendo así una molécula demayor tamaño, motivo por el cual la CERA tiene una mayor duración en el organismo que las ESAs antes conocidas. Según Roche, la CERA es la ESA con mayor duración de las hasta ahora aprobadas por la FDA; Roche precisa que la CERA, con una vida media de 135 horas, dura 6 veces más en el organismo que la darbopoietina alfa (ESA de segunda generación, 26 horas), y 20 más que la epoetina (ESA de primera generación, 6-8 horas). Este dato es una importante ventaja para la CERA, puesto que supone que, por una parte, la dosis que debe ser inyectada al paciente sea menor (ahorrando costes, habida cuenta del alto precio de este tipo de fármacos proteicos recombinados) y, por otra parte, que el tiempo entre inyecciones sea mayor (lo cual supone una mayor comodidad para el paciente, tanto si es él quien se lo inyecta como si necesita que le sea administrado por un profesional sanitario). Se trata, por tanto, de un fármaco con ventajas evidentes para aquellos pacientes con problemas renales que deben mantener su nivel de hemoglobina, ya que mientras con la epoetina necesitaban pincharse unas 150 veces a lo largo del año, con la CERA sería suficiente con hacerlo en 12 ocasiones.
Por otra parte, los ensayos clínicos realizados con la CERA han demostrado, además de su duración (basta con una inyección cada 3-4 semanas), también su eficacia para mantenerla, logrando los mismos resultados que con la darbopoietina o la epoetina. La CERA, en general, ha sido bien tolerada por los pacientes a los que se les ha administrado.

## CERA y dopaje
Como las ESAs de generaciones anteriores la CERA ha saltado a los medios no por su uso farmacológico en pacientes con enfermedades renales, sino por los recientes casos de dopaje en el deporte profesional mediante CERA.
El hecho de que la CERA, que estimula los efectos de la EPO propia del organismo (con evidentes beneficios en el rendimiento inmediato del deportista), dure en el cuerpo durante semanas sin necesidad de una nueva dosis (evitando llevar ampollas inyectables a las pruebas que puedan ser localizados en redadas policiales), así como su indetectabilidad (al contrario de la EPO y otras ESAs de generaciones anteriores) durante varios años, motivó su uso con fines ilícitos (dopaje) en algunos deportistas de élite a partir de 2005.

### Método antiCERA
Durante años, la CERA fue indetectable, puesto que solo sus creadores (los laboratorios Roche) conocían el método para su detección. Sin embargo, la Agencia Mundial Antidopaje (AMA), gracias al laboratorio del Comité Olímpico Internacional en Lausana (Suiza) y en colaboración con los laboratorios Roche, desarrollaron un método para la detección de la CERA mediante un marcador, lo cual ha posibilitado que aquellos deportistas que utilicen la CERA para doparse puedan ser cazados. Aunque al principio solo podía detectarse la CERA en muestras de orina, poco después se logró que pueda ser detectada también en muestras sanguíneas.
El Tour de Francia 2008 fue la primera competición deportiva en la que se utilizó la técnica de manera sistemática para detectar la CERA, al aplicarla la AFLD en su laboratorio de Châtenay-Malabry, dando positivo cuatro ciclistas.
En octubre de 2008 el COI decidió volver a analizar todas las muestras tomadas durante los Juegos Olímpicos de Pekín 2008 en busca de CERA. En este proceso se analizaron  948 muestras, hallando 7 positivos de seis deportistas.